# 독일 연방의회
독일 연방의회(獨逸聯邦議會,독일어: Deutscher Bundestag 도이처 분데스탁[*])는 베를린에 있는 독일연방공화국 의회이다. 연방 하원이라고 번역되기도 하지만, 공식 명칭은 연방의회이다. 연방의회는 독일 정치체제에서 유일하게 국민에 의해 직접선출되는 헌법기관이다. 법정의원 정수는 598명이나, 실제 의원수는 초과의석과 보상의석으로 인해 대부분 의원정수를 초과한다.
의회의 임기는 원칙적으로 4년이다. 연방의회 의원은 교섭단체나 의원그룹을 결성할 수 있고, 이를 통해 절차와 조직상의 특별지위를 누릴 수 있다. 연방의회는 연방의회의장이 대표한다.
2017년 제19대 독일 연방의회 선거에서 111석의 초과의석이 발생했고, 총 6개 정당이 5% 저지조항 이상의 득표를 하여, 의회에 진출하면서 각 정당에 대해 초과의석에 대한 보상의석이 배분되면서, 현재 연방의회는 709명의 의원으로 구성되어 있다. 연방의회의장은 기독교민주연합 출신의 볼프강 쇼이블레이다.
부의장으로는 게르다 하젤펠트(기독교사회연합), 볼프강 티어제(사회민주당), 헤르만 오토 졸름스(자유민주당), 페트라 파우(좌파당), 카나린 괴링-에크카르트(녹색당)을 선출했다. 의원중 최고령자는 기민련의 하이츠 리젠후버로 의사진행규칙에 따라 연방의회 1차 회의의 임시의장을 맡았었다.
연방의회는 여러 가지 기능이 있다. 먼저 입법기능을 수행한다. 즉 연방법을 제정하고, 기본법(헌법)을 개정할 수 있다. 이 과정에서 종종 독일 연방참의원과의 협력이 필요하다. 또 하원은 국제조약을 비준하고, 연방예산을 의결한다. 절차에 따라 연방의회는 절대다수의 지지로 정부수반인 총리를 선출한다. 그외에 대통령과 연방판사, 그리고 기타 주요 연방기구 인사에 참여한다. 연방의회는 정부와 연방 행정부에 대해 견제권을 행사한다. 연방방위군의 파병을 통제한다. 국민의 요구를 전하고, 반대로 국민에게 정보를 전달하는 공공적 기능도 정치적으로 중요하다.

## 본회의장
독일연방회의가 열리는 본회의장은 독일제국의회건물에 있는 가장 큰 회의실이다. 본회의장 전면에는 의장과 그의 대리인, 2명의 서기, 연방의회 사무총장, 본회의 보좌진이 자리하는 의장석이 있다.
의장석에 봤을 때 좌측 전면에는 연방의회 국방감독관석과 연방참의원석이 있고, 우측에는 정부석이 있다. 각각 의장석과 가장 가까운 자리는 총리와 연방참의원 의장을 위해 비워둔다. 의장석 뒤쪽에는 2.5톤짜리 독수리모양의 연방의회 문장이 있고, 그 아래 독일과 유럽연합의 깃발이 걸려있다. 본회의장 가운데에 발언석이 마련되어 있다. 발언대 앞에는 속기사와 연방의회 의원이 자리한다.
의장은 본회의를 준비한다. 의장석에서 봤을 때, 오른쪽에는 자유민주당 소속 의원이, 그 왼쪽에 우니온 소속 의원이 자리를 한다. 가운데 자리는 녹색당이 차지하고, 그 왼쪽에 사회민주당이 자리를 한다. 녹색당이 사회민주당보다 좌파적이라 여겨 지지만, 녹색당이 의회에 진출하던 1983년 의장석 기준으로 사회민주당 오른쪽자리를 요구함에 따라 녹색당은 가운데에 자리를 잡게 됐다. 통일이후 1990년 민주사회당이 의회에 진출한 후, 사회민주당이 맨 왼쪽자리를 양보함에 따라 좌파당(민사당의 후신)이 가장 왼쪽이 자리하고 있다.
연방정부석과 연방참의원석 뒤쪽에는 진행 중인 회의안건을 보여주는 전광판이 있다. 녹색으로 "F"자가 표시되면 텔레비전으로 중계되고 있다는 것을 의미한다. 연방의회의 좌석은 연방선거후 교섭단체에 따라 고정 설치되게 된다. 본회의장은 거울을 이용해 자연광으로 조명을 보충하고 있으며, 출입을 허가받은 일반 시민은 건물 옥상의 유리 돔에 올라가 본 회의장을 내려볼 수 있다.

## 연방의회의 기능

### 입법 기능

#### 입법절차 개요

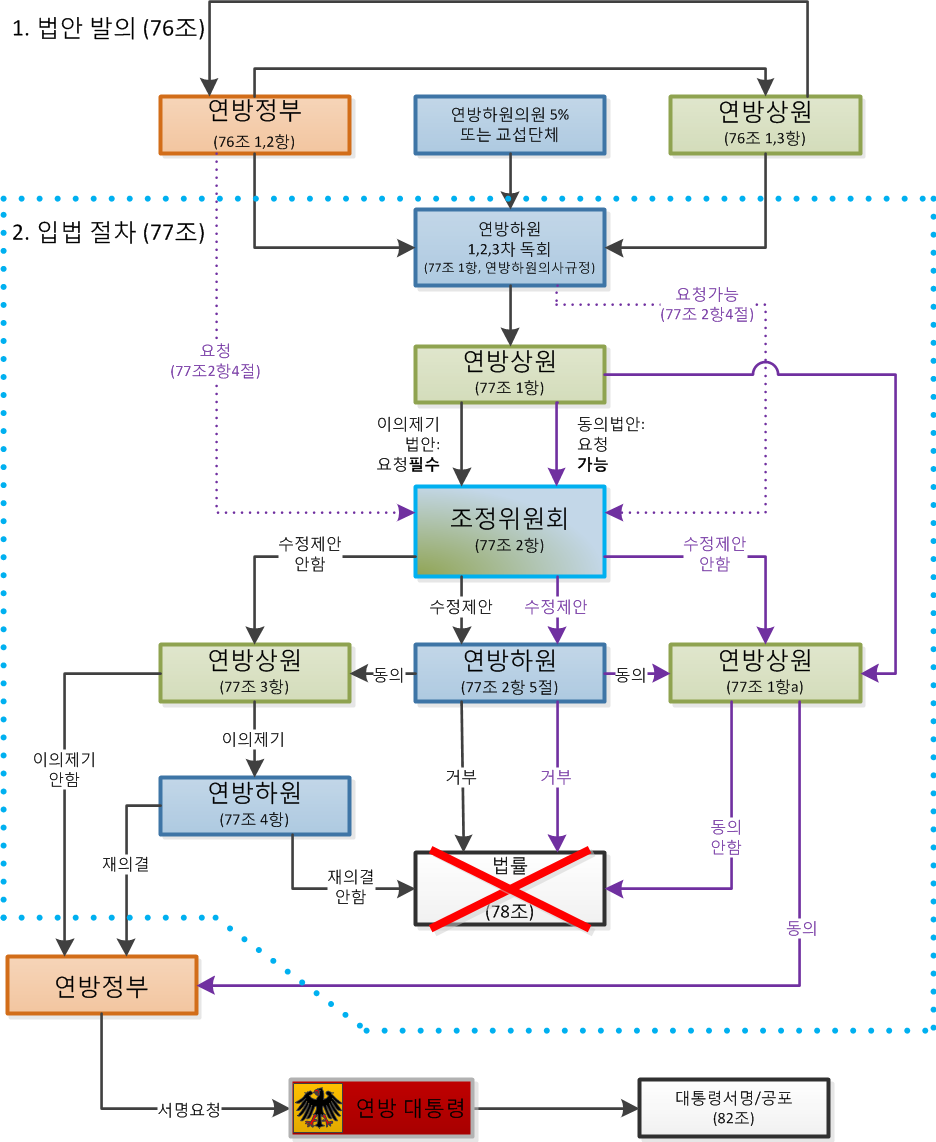
독일의 입법과정

연방의회는 연방정부, 연방참의원과 더불어 법률안에 대한 발의권이 있다. 연방의회에서 법안을 발의하려면 5%의 의원이나 교섭단체의 지지가 필요하다. 법안은 연방의회 상임위원회의 검토를 거쳐야 하며, 기본법 77조에 따라 연방의회 전체 회의의 검토를 거친후 채택되거나 거부된다. 하원에서 법안이 통과되면 협의를 위해 연방참의원으로 넘긴다. 연방 정부의 법안은 연방참의원으로 넘겨 검토토록 한다. 연방참의원의 입장과 정부의 반론을 종합한 법률안을 하원으로 넘기게 된다. 연방참의원이 발의하는 법률안은 먼저 연방정부에 넘겨 정부의 입장을 들은 후, 하원에 넘긴다.
법안이 하원에서 채택되면, 최종적 통과를 위해 연방참의원의 추가적 검토를 거쳐야 한다. 해당 법안이 이의제기법안인지, 동의법안인지에 따라 다르다. 이의제기법안을 상원이 거부했을 때, 하원에서 재의결하면 효력이 발생한다. 동의법안에 대해 상원이 거부하면 법안은 폐기된다.
법률이 상원의 동의가 필요없는 경우, 상원원은 이의제기를 할 수 있다. 이는 지연 거부권의 효과를 지닌다. 이 경우 법안은 하원에 재송부되고, 하원은 이를 재의결할 수 있다. 상원에서 2/3의 찬성으로 이의가 제기된 법률의 경우 하원 2/3의 찬성을 얻어 재의결할 수 있다. 연방참의원이 동의 필수법안에 대해 수정을 가하고자 할 경우, 이의제기를 첨부해 하원으로 보내기도 한다. 이는 기본법 77조가 예상하지 못한 경우이다. 이런 이의제기는 무시할 수 없는 것이 된다. 이를 통해 연방참의원은 하원에 많은 것을 넘겨주고, 경우에 따라 전혀다른 의사형성을 할 수 있는 협상위원회를 도구로 사용할 수 있게 된다. 그리고 서로 연관된 법률을 일괄적으로 처리하는 경우가 많아지고 있다.

#### 일반법안의 처리
먼저 법안은 '1차 독회'에서 검토된다. 이때 사안의 중요성과 정치적 이해에 따라 1차 의견교환이나 본회의 토론이 이루어진다. 다음으로 대부분 의견개진 없이 여러 상임위원회로 넘긴다. 대부분 "책임" 상임위원회이외에도 법사위원회나 예산결산위원회에서 법안의 법적, 재정적 영향에 대해 논의한다. 상임위 검토단계에서 법안에 대한 주요논의와 자세한 논의가 이루어진다. 법안은 의원들의 검토를 거쳐고, 적지 않게 대폭적인 수정이 이루어진다. 의원들은 정기적으로 정부나 행정부 전문가나 학계나 현장 전문가들로부터 의견을 청취한다.
상임위안이 "2차 독회"를 통해 검토가 이뤄지는 본회의로 다시 넘어간다. 2차 독회에서는 구체적 사안에 대한 검토와 수정안을 추가한다. 수정안은 대부분 상임위에서 추가되지만, 교섭단체나 그룹, 대안을 제시하려는 개별의원에 의해서도 추가된다. 많은 경우 상임위안이 채택되고, 2차 독회에서 법률안 논의 종결된다. 특정 그룹만 해당 법안을 지지하거나 이견이 있을 경우 "3차 독회"가 열린다. 이런 이의는 야당이나 상원이나 정부 또는 여당의 이의제기를 받은 총리가 제기한다. 3차 독회후 표결한다. 법안의 상원 동의필수여부와 상관없이 발효를 위해 상원으로 보내진다. 이후 다음단계의 입법과정이 진행된다. 협조정위원회에서 법안의 변경을 제안하고 하원이 재의결하는 경우 "4차 독회"가 열린다. 연방참의원이 이의제기를 하면 "5차 독회"가 하원에서 개최된다.
연방의회는 지속적 기관이 아니라 임기중에만 존재하는 기관이다. 임기종료와 더불어 하원의 모든 업무와 프로젝트는 그게 어느 단계에 있느냐와 상관없이 종료된다. 이를 불연속성의 원칙이라고 한다. 다음 회기에서 계속 논의하고자 한다면 새 의회에서 다시 발의를 해야 한다. 예외로 인정되는 것이 청원이다. 이는 시민으로부터 나왔고, 시민의 요구는 임기와 관련이 없기 때문이다.

#### 조세관련 법률의 특별규정
재정법에 의한 세금에 대한 입법은 연방에서 이루어진다. 그에 따라 연방이 대부분의 영역에 대해 입법권을 행사한다. 그렇기 때문에 독일에는 각 주가 부과하는 세금이 없다. 이는 누구에게 어느 정도 소득에 얼마의 세금을 효과적으로 징수할 것이가 하는 국가기관의 권한인 조세 결정권과 구별되는 것이다. 지자체의 수입과 연관된 세법의 변경은 기본법 105조 3항에 의거 연방참의원의 동의가 필요하다.

#### 국제법적 문제에 관한 법률의 특별 규정
국제법적 조약은 종종 국가나, 국내 국가기관의 규칙에 대한 내용을 포함하고 있다. 이에 대응하는 2가지 기제가 있다. 하나는 편입이고, 다른 하나는 변환이다. 편입은 조약을 비준하게 되면 기준 법률에 포함되는 방식으로 영국에서 사용하는 방식이다. 변환은 국가에 맞게 변환시키는 방식으로 오류와 모순의 가능성이 있다.
독일은 변환모델을 채택하고 있으며, 비준을 위해 국제조약을 입법의 대상으로 다루는 조약법을 필요로한다. 이 법 없이는 연방대통령은 조약을 비준할 수 없다(기본법 59조). 변환을 위해 새로운 규범이 필요하다면, 법과 규칙의 개정이 함께 이뤄진다. 주와 관계되는 문제에 대해 연방이 국제조약을 체결하는 경우 연방정부는 주의 의견을 청취한다. 하지만 연방기관인 연방참의원과는 관련이 없다.

### 예산심의 기능
예산심의권은 의회의 중요한 권한이다. 의회는 예산심의권을 통해 연방이 어느 분야에 중점을 둘 것인가를 결정한다. 예산심의는 엄격하게 봤을 때, 입법권에 해당하지 않는다. 의회는 예산권을 조정된 의회안을 통해 행사한다. 연방예산은 전통적으로 연방법으로 연방참의원의 동의 없이 채택된다.(기본법 110조)
예산심의권이 의회 권한의 핵심임에도 독일 국가의 전통에서 의회의 예산권은 늦게 도입되었다. 비스마르크 시대에는 법적으로 정부가 중요한 분야의 예산권을 가지고 있었고, 이런 경험은 완전한 예산권이 없는 의회는 약한 의회라는 것을 보여줬다. 총리실이 제출한 예산에 대한 토론에서는 1차 독회나 2차 독회에서처럼 연방정부의 정책에 대한 일반적인 논의가 이루어진다. 야당은 연방정부가 작성한 예산의 약점을 국민에게 알리는 기회로 이용한다. 그리고 정부는 야당의 공격을 방어한다.

### 주요 공직 선출 기능
연방의회는 다른 국가기관의 장을 선출하거나 선출에 영향력을 행사한다. 낮은 직급 수준에서는 최고 국가기관이 하부기관을 민주적 위임의 원칙에 따라 조정한다. 예를 들어 대통령이 공무원을 임명하고, 총리가 장관을 선택하는 것이다.

#### 총리 선출
연방총리는 기본법 33조에 따라 연방의회에서 의견개진 없이 비밀선거로 선출한다. 먼저 연방 대통령이 총리후보를 제안한다. 대부분의 경우 선거일 저녁에 총리로 제안할 후보가 정해진다. 원칙적으로 대통령은 선거에서 가장 많은 의석을 차지한 정당의 총리후보를 총리후보로 제안한다. 제안된 총리후보가 하원 다수의 지지로 당선되면 대통령은 선출된 후보를 총리로 임명한다. 지금까지 제안된 모든 후보가 총리로 선출됐다. 제안된 후보를 하원이 총리로 선출하지 않으면, 하원은 서로 추천해서 하원의원 절대다수의 지지로 총리후보를 선출할 14일간의 시간을 갖게된다. 총리후보를 선출하지 못하고 기한이 지나면, 단순 다득표자를 총리후보로 선출할 수 있다. 선출된 총리후보가 절대다수로 선출된 경우 대통령은 7일내에 임명하게 된다. 단순다수득표로 선출된 경우 7일 내에 선출된 후보를 총리로 임명할지, 연방의회를 해산할지를 결정해야 한다.

#### 불신임투표와 신임투표
총리가 연방의회에서 과반수의 지지를 상실한 경우, 총리직을 내놓아야 하며, 이와 동시에 후임자를 절대과반수의 지지로 선출해야 한다(기본법 67조). 대통령은 현직 총리를 해임하고 새로 선출된 후보를 총리로 임명해야 한다.
총리는 연방의회에 신임투표를 제기할 수 있다(기본법 68조). 신임투표에 대해 절대과반수의 지지를 얻지 못하면, 대통령은 총리의 제안에 따라 연방의회를 해산하거나 연방참의원의 동의를 얻어 입법비상사태를 선포할 수 있다.

#### 대통령 선출
연방회의의 임무는 대통령을 선출하는 것이다. 연방의회의원은 연방회의의 반수를 구성한다. 나머지 반수는 주의회에서 비례대표선거제로 선출된 사람들로 구성된다. 연방의회의장은 연방의회의 의장을 겸한다.

#### 연방 판사의 선출
연방의회는 기본법 94조에 따라 특별선출위원회를 통해 연방헌법재판소 판사의 반수를 선출한다. 헌법재판관으로 선출되기 위해서는 12명의 위원중 8명의 지지를 받아야 한다. 이는 정치적으로 편향되지 않은 헌법재판관을 선출하기 위해서다. 원칙적으로 양대 교섭단체가 협의해 친 기독교민주연합 후보와 친 사회민주당 후보 1명씩을 묶어 추천한다. 가끔씩 녹색당이나 자유민주당 후보도 입후보해 당선되기도 한다. 헌법재판관이 추천한 정당의 정치적 노선에 따라 판결하는 경우는 극히 드물다. 나머지 헌법재판관의 반수는 연방참의원 2/3의 지지로 선출된다.
다른 연방 최고법원, 즉 연방대법원과 연방행정법원, 연방재정법원, 연방노동법원과 연방사회법원의 판사는 담당부서의 장관과 판사선출위원회가 함께 선출한다. 판사 선출위원회는 각 연방주의 담당 장관과 그에 상응하는 수의 연방의회의원으로 구성된다(기본법 95조 3항).

### 행정부 견제 기능
연방의회의 주요 기능중 하나가 행정부에 대한 견제이다.

#### 발언권과 출석권리 및 의무
연방의회 의원외에 연방정부 장관(총리 포함)과 연방참의원의원은 연방의회에 참석해 발언할 권리가 있다. 발언하면 언제든지 의원들은 경청할 의무가 있다.연방정부 장관들이나 적어도 그들의 대리인은 대부분의 연방의회 회의에 참석한다. 반면 연방참의원의원은 본회의에 참석하는 경우가 드물다. 상원의원은 대부분 자기 주의 이익과 관련된 사안이 논의될 때 주로 참석한다. 반대로 연방의회 소환권을 가진다. 연방의회는 언제든지 장관을 본회의나 상임위원회에 부를 수 있는 권리가 있다. 이렇게 할 수 있기 때문에 행정부를 견제할 수 있고, 정책에 대해 현안 질문을 통해 문제제기 할 수 있다.

#### 질의
의원들에 부여된 질의 권한은 중요한 견제 수단이다. 특히 야당 의원들이 질의를 자주 활용한다.
- 소 질의는 교섭단체나 5%이상의 의원이나 교섭단체가 요구할 수 있는 것으로 정부활동 전반에 관한 서한 질의이다. 의원에게 지역이나 특정 주제에 대한 정보를 제공하며, 문서로 답변한다. 그리고 대부분 공개되지 않는다. 13대 연방의회(1994-1998)의 경우 2070건의 소질의가 있었다.
- 대 질의의 경우 "소 질의"에 비해 강한 것으로 논쟁을 일으키거나 야당이 정부 활동을 문제점을 공개하는 수단으로 활용된다. 또 특정 주제에 대해 문서로 답해지기도 하며, 답변에 대해 하원에서 토론이 벌어지기도 한다. 대 질문도 5% 이상의 의원이나 교섭단체가 제기해야 한다. 13대 연방의회에서 156건의 대질의가 있었다.

- 대정부 질의시간에는 원칙적으로 모든 의원이 연방정부에 구두로 질의할 수 있다. 의원은 연방정부 대리인에게 직접 답변에 대한 재 질의를 할 수 있다. 모든 질의에 답변할 시간이 부족한 경우, 답변 못한 질문은 문서로 답변한다. 13대 연방의회에서는 18,477건의 구두 질의가 있었고, 그중 14579(79%)는 당시 야당이던 사회민주당과 녹색당, 민사당에 의해 이뤄졌다.

- 현안논의 시간은 5분내에 이뤄지는 짧은 토론으로 질의 시간에 대해 보충하거나, 별도의 안건을 제기할 수 있다. 이는 도입된지 오래되지 않은 것으로, 1980년 도입되었으며, 그 특별한 구조로 연방의회의 토론문화를 부드럽게 하는 역할을 하고 있다. 그리고 현안논의를 통해 현안에 대해 더 빨리 논의할 수 있게 됐다. 13대 연방의회에서는 103건의 현안 논의가 있었다.
- 본회의 질의처럼 상임위원회에서도 정부질의라 불리는 내각회의에 대한 질의가 이루어진다. 이 시간에 연방정부 대리인은 내각회의에서 논의된 특정 주제에 대한 정보를 제공하고, 질의를 받는다. 13대 연방의회에서는 41건의 정부질의가 있었다.

#### 국정조사위원회
연방의회 1/4의 지지로 조사 내용을 특정해 조사위원회 구성을 요구할 수 있다. 또 국방위원회는 자체적으로 조사위원회 구성을 요구할 수 있다. 조사위원회는 조사위원회법에 따라 조사활동을 벌인다. 일반적으로 추정되는 정부활동의 문제를 밝히기 위해 야당이 조사위원회 구성을 요구한다. 조사위원회가 조사대상의 진실을 규명하는 것보다 정적에게 정치적 상처를 입히는 데 더 많이 사용된다는 비판이 있다. 조사위원회의 1/4의 동의로 발안할 수 있기 때문에 친정부적인 조사위원회 다수파가 조사하는 것을 막을 수는 없다. 조사위원회 다수파는 구체적인 활동의 법위를 제어할 수 있고, 조사위원회의 의견이 포함된 보고서를 작성할 수 있어, 정부의 문제가 공개된 경우에만 책임 추궁을 한다. 1949년이래 50여개의 조사위원회가 활동했다.

#### 국방감독관
연방의회 국방감독관은 연방의회의 조력조직으로, 의원직을 가지고 있을 필요는 없다. 일반적 과정을 거치지 않고 연방방위군 구성원의 청원과 항의를 받는 역할을 한다. 국방감독관은 헌법에 제한을 명시하고 있지만, 박탈될 수 없는 군인들의 기본권을 보호하는 역할을 한다. 독일군 리더쉽원칙이 잘 지켜지는 지를 검토하게 된다. 이런 의미에서 국방감독관은 의회의 군대, 즉 파평시 의회의 허가를 받는 군대로서의 독일군 상을 대표한다.

#### 정보기관 통제
9명의 연방의회 의원으로 구성된 의회통제위원회는 연방소속 독일 정보기관을 통제한다. 해당 정보기관은 연방정보부와 군사보안국, 연방헌법보호청이다. 통제위원회 소속 의원은 동료의원에게 비밀엄수의 의무를 진다. G-10 위원회는 기본법 10조에 따른 서신, 우편의 비밀을 정보기관이 침해하는 지 감시하는 역할을 한다.

#### 무장군 파병 허가
연방헌법제판소의 판결에 의해 독일 연방방위군의 기본법 24조에 따른 나토영역 이외 지역의 파병이 가능해졌다. 하지만 헌재는 의회의 군대 원칙이라 불리는 파병시 필히 의회의 허가를 받아야 한다는 원칙을 재확인했다. 그 이후 정부가 의결한 무장군 파병은 입법과정과 별도로 2차의 독회를 통해 검토된다. 관련 의결은 연방참의원의 동의를 필요로 하지 않으며, 일반 의결처럼 처리된다. 2001년 슈뢰더는 파병문제허가를 신임안과 연계시키기도 했다.

#### 국가기관의 탄핵
연방의회과 연방참의원, 연방대통령이 헌법이나 연방법을 의도적으로 위반한 경우, 헌법재판소에 탄핵 심판을 요구할 수 있다. 양원 중 하나에서 2/3의 찬성을 통해 탄핵을 발의할 수 있다. 연방회의에서 대통령이 새롭게 선출되고, 임무를 더 이상 수행할 수 없게 되면, 탄핵안은 종결된다.
하지만 의회는 연방정부의 장관을 탄핵할 수 없다. 정부는 직간접적으로 의회와 관련이 있지만, 독립적이 존재이기 때문에 불신임투표를 통해서만 해임된다.
연방정부의 장관은 면책특권이 없다. 장관이 의원직을 겸직한 경우, 형사처벌에 앞서 의회는 의원으로서의 면책특권을 제거해야 한다.

## 의원의 활동과 연방의회의 운영

### 연방의회 의원의 활동
연방의회 의원의 업무는 회기주와 비회기주의 업무로 나뉜다. 독일 연방의회는 격주로 회의를 개최하며, 법정휴일이 있는 경우 이 주기는 약간 조정된다.

#### 회의가 열리는 주의 활동
연방의회에서 회의가 있는 주의 하원의원들의 활동은 월요일부터 시작된다. 늦은 오후 원내 대표단과 교섭단체내 주요 위원회, 그 주에 있을 상임위원회와 본회의 준비를 한다. 기타 다른 의원들은 화요일 아침에 도착해서 교섭단체내의 각각의 업무그룹별로 회의를 갖는다. 오후에 교섭단체별로 의원총회를 갖는다. 이후 종종 주별로 또 회의를 갖는다. 수요일에는 상임위원회나 대정부질문, 현안 질문등이 열린다. 목요일과 금요일에 프로그램에 대한 본회의 토론이 개최된다. 목요일과 금요일에 집중적으로 본회의전 상임위를 개최할 가능성을 열어두고 있다. 그렇게 본회의와 상임위가 겹칠 가능성을 줄인다. 원칙적으로 회기주의 업무는 의원들이 지역구로 돌아갈 수 있도록 금요일 이른 오후에 끝나게 된다. 이런 틀이 엄격히 지켜지는 것은 아니다. 실제로 상임위와 본회의가 겹치지 않게 하는 것은 쉬운일이 아니다.
연방의회 의원은 원칙적으로 하루에 8시간에서 15시간 업무를 본다. 의원들은 이 시간에 서신이나 신문을 보기와 몇시간씩 열리는 교섭단체 의원총회, 업무그룹 회의, 상임위 회의, 본회의 등에 참여, 인터뷰 응답, 지역구 방문객 접대, 연설 준비, 법률안 준비등의 일을 해야한다. 많은 의원들이 본회의가 열리는 시간에 다른 중요한 일을 처리해야 한다. 그렇기 때문에 일상적 본회의에는 몇몇 의원(주로 해당안건의 전문가들)만이 참여하는 것은 놀라운 일은 아니다.

#### 회의가 없는 주의 활동
비회기주에 의원들은 회기주를 준비하는 것 외에 지역구 행사에 참여한다. 많은 수의 의원들은 지역구에서 시민면담시간을 마련하고 있고, 지역 행사에 참여하거나, 다양한 분야의 인사들과 접촉한다. 그리고 몇몇 의원은 비회기주 동안 자기 원래 직업에 종사하기도 한다. 의원직외 다른 일은 비회기 주에만 할 수 있다.

#### 불체포 특권, 면책 특권 및 증언거부권
기본법 46조에 의하면 하원의원은 연방의회나 상임위원회에서 행한 투표나 발언으로 임기중이나 임기후에 형사법상 또는 공무원법상 책임이 면제된다. 단 명예훼손에 대해서는 적용하지 않는다. 하원의장은 견책이나 경고를 줄 수 있으며, 의원의 회의 참석을 금지할 수 있다.
다른 한편으로 연방의회 의원은 하원의 승인없이 체포되거나 증언을 강요받지 않는다. 현행범이거나 범행 이튿날 체포된 경우 불체포 특권은 적용되지 않는다. 소송을 시작하려면 기본법 18조에 따라 연방의회의 의결을 거쳐야 한다. 그리고 사전수사와 권리 제약 절차는 연방의회의 명령에 따라 공개되어야 한다.
이 규정은 의회의 독립성을 보장하기 위한 장치이지, 의원 개인을 보호하기 위한 장치가 아니다. 이는 역사적 조건에 기인한다. 의회제 초기에 행정부는 자신들과 좋지 않은 관계에 있는 의원의 의원직 박탈의 구실로 허위이거나 실제의 범죄에 얽어넣는 방법이 흔히 쓰였다. 하루안에 없었던 일을 조작하는 것을 매우 어려운 일이기 때문에 해당 불체포 규정이 생겨났다. 현재 이 조항은 시대착오적인 것으로 여겨지고 있다. 연방의회는 임기가 시작할 때 정기적으로 교통법규위반에 면책조항을 폐지하고 있다.
하원 의원은 증언거부권에 따라 의원으로서 수행한 면담에 대해 공개하지 않을 수 있다. 증언거부권에 따라 면담에 관한 정보가 포함된 문서에 대한 압수도 금지하고 있다. 정보원의 보호는 견제기능을 수행할 수 있도록 하기 위한 것이다.

#### 하원의원에 대한 정보수집
녹색당과 좌파당 교섭단체가 연방의회의원이 연방정보부의 감시를 받고 있는지에 대해 여러 차례 자료제출 요구를 한 바 있다. 연방정부의 답변은 하원 의원을 "특권적인 방식 다루지 않는다"는 것이었다. 원칙적으로 연방정보부가 하원의원에 대한 정보를 수집, 저장, 전파하는 것은 합법적인 것이며, 의회법으로 제한을 했어야 하는 것이다. 이런 현실은 야당에 의해 많은 비판을 받았다. 자유민주당 국내정책 전문가인 막스 스테들러는 정부의 이런한 답변은 "받아 들일수 없다"고 말하고, 의원 감시를 즉각적으로 중단 할 것을 요구했다.

#### 하원의원 재정지원
하원의원은 세금을 내는 세비와 세금이 부과되지 않는 운영비,그리고 철도 교통권과 항공료 보전, 보좌관 임금, 임기 만료후 과도기 지원금, 노령연금등의 여타 지원이 이루어진다. 연방의회 사무처 내에 이 문제를 담당하는 부서가 따로 있다.

### 연방의회의 운영

#### 의사 규정
연방의회의 업무에 대해서는 대부분 "의사 규정"에 정해져 있다. 이 규정은 의회 회기가 시작될 때 새로 의결된다. 일반적으로 이 규정은 이전 임기의 규정을 약간 수정하여 채택한다. 의사 규정은 부칙으로 중요한 규정을 함께가지고 있다. 연방의회 행동규정과,비밀준수규정이 그것이다. 의사규정은 단순과반수로 수정이 가능하며, 참석자의 2/3가 찬성하면 예외가 적용될 수 있다.

#### 토론
연방의회의 토론은 가끔 감정적으로 진행된다. 야유는 회의안건이나 발언 내용에서 비롯된다. 소속 교섭단체에 대상으로한 공격에 대해서 종종 야유를 보낸다. 연설자가 허가하면 중간질문을 할 수 있다. 질문자는 버튼으로 질문을 신청할 수 있다. 질문자는 호명이 되면, 질문을 위해 일어서야 한다. 또 질문자는 해당 답이 끝날 때까지 서 있어야 한다. 같은 교섭단체 연설에 대해 환호를 보내는 것은 의무이지만, 반대편에 대해 환호하는 것은 드물다. 야유와 환호는 구별되어 속기록에 기록된다.
독일 연방의회 의회텔레비전과 푀닉스를 통해 의회 토론은 중계된다.

#### 표결
연방의회의 대부분의 표결은 거수로 진행된다. 최종표결시는 기립과 착석으로 표결한다. 의장이 다수가 어느안인지 확실하지 않을시 찬반과 기권을 표시한 3개의 문으로 들어오는 의원수로 표를 집계하는 재입장 표결방식을 사용하기도 한다. 의장단은 공개투표를 한다. 법률로 비밀투표를 규정하고 있는 경우에만 투표용지로 투표한다. 독일 연방의회에는 전자투표를 실시하지 않는다.

##### 기명 표결
한 교섭단체나 하원의원 5%이상의 찬성으로 특정안건에 기명투표를 요구할 수 있다. 이 경우 각 의원 투표용지로 기명투표를 하며, 투표 내용은 속기록에 기록된다.

## 의원기관 및 지원조직

### 의원 기관

#### 교섭단체
연방의회 의원은 대부분 교섭단체에 속해 있다. 교섭단체는 원칙적으로 같은 정당소속의 의원들로 구성된다. 단 우니온 교섭단체는 예외이다. 기독교민주연합은 바이에른 이외의 주에서 출마하고, 기독교사회연합은 바이에른 주에서만 출마해 서로 경쟁하지 않으며, 공동의 목표를 가지고 있기 때문에 이들은 연방의회에서 단일 교섭단체를 구성하고 있다. 그룹은 같은 정당소속 의원들이 교섭단체를 구성하기에는 그 수가 적은 경우 결성하는 의원단체이다. 교섭단체를 구성하기 위해서는 전체의원수의 5%이상이 필요하고, 그룹의 경우 3명이상의 의원이 필요하다. 그룹의 경우 교섭단체에 비해 권한이 제한된다. 예를 들면 발언권이 없거나 하원 부의장을 추천할 수 없다. 교섭단체에 속하지 않는 의원도 교섭단체 소속의원과 같은 권리와 의무를 지닌다.
각 교섭단체는 원내대표를 선출한다. 원내대표는 교섭단체의 업무를 조율하고 이를 통해 연방의회의 임무를 수행하는 중요한 역할을 한다. 원내대표단은 각각 자기 책임분야를 나눈다. 이들은 관련 상임위 소속의원들과 긴밀히 협의해 교섭단체의 노선을 정하는데 영향을 미친다. 개별의원은 교섭단체를 통해 분업이나 지지를 받을 수 있어 이익을 보지만 교섭단체의 지침을 따라야 한다. 기본법 38조에 지시난 명령에 따르지 않고, 양심에 따라 행동해야 한다고 규정하고 있다는 점에서 교섭단체의 지침을 따르는 문제에 비판이 제기되었다. 하지만 개별 의원은 개인으로만 당선된 것이 아니라 당원으로서 당선됐기 때문에 정당의 노선을 따르도록 하는 것은 허용된다는 주장도 있다.
일상적인 업무에서 원내총무가 중요한 역할을 한다. 중재자로서 개별논쟁의 협의하고, 연방의회의장단 회의에 교섭단체의 이해를 전하고, 중요하거나 표차이가 많이 나지 않는 표결에 의원들의 참여를 독려하는 등의 일을 한다. 원내총무는 의사규정에 대한 상세히 알고 있어야 한다. 원내총무단의 업무를 위해 교섭단체는 연방의회의 재정지원을 받는다. 이들은 개별 의원에 고용되는 것이 아니라 교섭단체에 고용된다.

#### 의장단

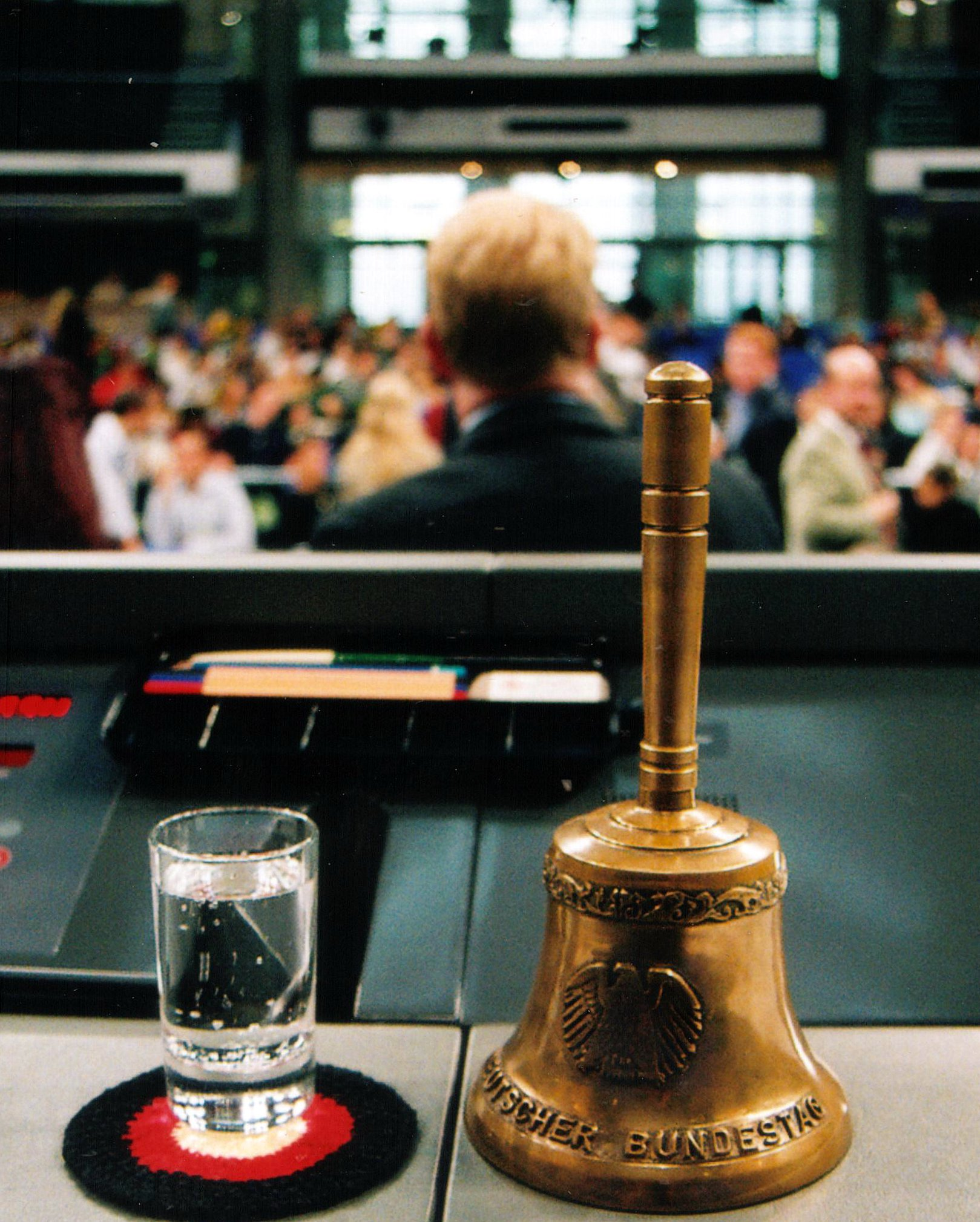
연방의회의장의 질서유지용 종

연방의회 의장단은 연방의회 의장과 부의장들로 구성된다. 의장은 관습적으로 집권여당 여부와 관계없이 최대 교섭단체에서 맡고 있다.1994년부터 모든 교섭단체는 부의장을 추천할 권리를 가지게 됐다. 하원의 회의 사회는 의장단이 돌아가면서 본다. 아주 중요한 회의인 경우 의장이 처음부터 끝까지 사회를 본다.
하원의장은 의회 가택권과 연방의회 내 경찰권을 가진다. 하원의회 경찰은 하원의장의 지휘를 받는다. 그리고 의장은 연방의회 사무처의 주요인사의 인사권을 갖고 있다. 형식적으로 모든 헌법기관의 서신과 법률안은 의장앞으로 발송된다. 그외에 의장은 대외적으로 연방의회를 대표하고, 연방의회 직선으로 선출된 관계로 서열상 연방대통령 다음 자리를 차지한다.

#### 원로회의
원로회의에 나이나 의원 경력이 많은 순으로 선출하는 것은 아니지만 의회 경험이 풍부한 의원들로 구성한다. 이들은 의장단 측에서 본회의 진행에 있어서 중요한 역할을 한다. 어떤 문제를 얼마나 길게 회의안건에 넣을 지를 결정하는 것도 이들의 역할이다. 회기주의 기본적인 일정도 원로회의에서 정한다. 원로회의에는 연방의회 의장단과 교섭단체 원내총무들이 소속되고, 정당별 의석비에 따라 구성한다. 연방정부는 옵저버로 한명의 대표를 파견한다.

#### 상임위원회
연방의회에는 주요 분야별로 상임위원회가 구성되어 있다. 상임위원회는 15명에서 42명으로 구성되며, 그 의회의 교섭단체별 의석비율을 반영한다. 소속 상임위원은 교섭단체가 결정한다. 교섭단체에 속하지 않은 의원은 한 상임위에 속해서 활동하지만, 상임위에서 의결권을 행사하지 못한다. 상임위는 비공개 회의를 통해 법안을 준비하고, 상세한 내용에 대해 논의한다. 하지만 상임위는 공개 청문회를 개최하고, 이를 통해 의회외부의 전문가의 해당 문제에 대한 의견을 모을 수 있다.
교섭단체는 상임위에서 정당과 교섭단체의 노선에서 상임위의 검토와 본회의를 준비하기 위해 상임위와 상응하는 다양한 업무그룹을 구성한다.
예산결산위원회와 법제사법위원회는 특별 권한을 가진다. 이들은 재정적, 법률적 측면에서 그의 모든 법률을 자세히 검토한다. 국방위원회는 다른 상임위와 달리 독자적으로 조사위원회를 구성할 수 있다. EU문제 상임위도 특별한 지위를 가진다. 이 상임위는 기본법 45조에 따라 연방정부로부터 연방의회의 권한을 지키는 일을 한다.
외무위원회와 EU, 국방, 청원위원회는 기본법에 정해져 있으며, 나머지 상임위의 수와 크기는 임기가 시작될 때 정하게 된다.
상임위 위원장은 의석분포에 상임위별로 배분된다. 전통적으로 예산결산위원회의 위원장은 야당에서 맡는다.

#### 연구 위원회
여러 전문분야를 포괄하는 주요한 사회 발전에 대해 논의하도록 연방의회는 연구위원회(독일어: Enquête-Kommissionen)를 설치할 수 있다. 이런 변화에 대한 입법을 준비하기 위해서다. "윤리와 현대 의학의 권리" 연구위원회가 그런 경우로, DNA검사와 착상전 유전자검사, 유전자 기술, 복제, 기타 생물학적, 생명공학적 변화에 대해 연구한 바 있다.

#### 의장단의 질서 유지
필요하다면 의장단은 의원에게 논점으로 돌아오거나 질서를 지키도록 요구할 수 있다. 이는 연방의회 의사규정 36조에 규정되어 있다. 세 번째 논점회귀 요구와 질서유지 요구시 의장단은 연설중인 의원의 발언을 중지시킬 수 있다. 하원의원이 심하게 의회의 질서를 어지럽히는 경우 퇴장 명령이 내려지기도 한다. 퇴장명령을 받은 의원은 본회의와 상임위에 참석할 수 없으며, 그 기간동안 세비등을 지급받지 못한다. 1949년 쿠르트 슈마허는 연방총리 콘라트 아데나워를 "연합국의 총리"라고 칭했다가 20일간 회의에 참석금지 명령을 받았다. 이런 엄격한 징벌은 슈마허와 아데나워 간의 조정으로 곧 해제되었다.

### 지원 조직
독일 연방의회 사무처는 2600여명의 직원과 함께 헌법기관인 연방의회를 보좌한다. 사무처는 의회에 기반시설을 제공하고 지원업무를 수행한다. 사무처는 행정기술상 연방 최고행정기관에 속하며, 연방정부의 각 부나 다른 연방최고행정기관과 같은 수준으로 분류된다. 사무처는 P국(의원과 의원), W국(학술조사국), I국(정보와 문헌), Z국(중앙지원국) 등으로 나뉘어 있다.

#### P국:의회및 의원
본회의가 진행되는 동안 의회 속기사는 야유와 표결결과를 포함한 토론 내용의 전부를 기록한다.
본회의장 지원담당자는 남색 연미복 차림을 하고 있어 쉽게 구별할 수 있다.
연방의회의원은 연방의회의 재정으로 자신의 보좌진을 둘 수 있다. 한 담당부서가 별도로 보좌진을 지원하는 업무와 의원의 노동법상 어려움에 대해 조언하는 업무을 한다.

#### W국:학술조사국
연방의회는 학술조사국을 두고, 의원들에게 필요한 전문지식을 제공한다. 의원들이 요청하는 문제에 조사하기도 하고, 전문적 의견제시하거나 학술조사국이 정치적으로 논쟁이 될 만한 문제에 대해 적극적으로 정보를 제공하기도 한다. 임기동안 수천건이 넘는 조사요청에 응하고 있고, 위에서 말한 적극적 정보제공도 하고 있다.

#### I국:정보및 문헌
정보 및 문헌국은 의원과 보좌진에 정보와 기초자료를 제공한다. 130만권 이상의 장서를 확보하고 있는 의회 도서관을 비롯, 의회내 소통과 정보통신 업무를 담당하는 IT실, 반문자서비스와 대민 정보제공 업무를 담당하는 부서등이 있다.

#### Z국:중앙지원
Z국은 재정, 인사, 기술을 담담하며 사무처의 중추역할을 한다.

## 역사

### 역사적 발전
독일에서는 다른 유럽국가나 미국과 달리 국가수준 의회와 민주주의의 전통이 깊지 않다. 1832년 함바흐 축제를 제외하고는 19세기 중반 남독일에 의회제 헌법이 생길 때까지 의회제나 민주주의에 대한 체계적인 노력이 없었다.
(남성)보통선거로 선출된 최초의 민주적 의회는 프랑크푸르트 국민회의이다. 이 의회는 1848/49년 프랑크푸르트 파울 교회에서 회의를 갖고, 강한 양원을 가진 입헌 군주제 헌법인 소위 파울교회 헌법(프랑크푸르트 헌법)을 제정했다. 황제는 제국의회의 결정에 대해 정지권을 행사할 수 있어서 의회 민주주의의 발전은 더 기다려야만 했다. 파울교회 헌법은 제2, 제3의 독일 민주헌법, 즉 바이마르 헌법과 기본법에 많은 영향을 줬다. 파울교회 헌법과 국민회의는 제후들의 저항 속에 좌초하고 말았다.

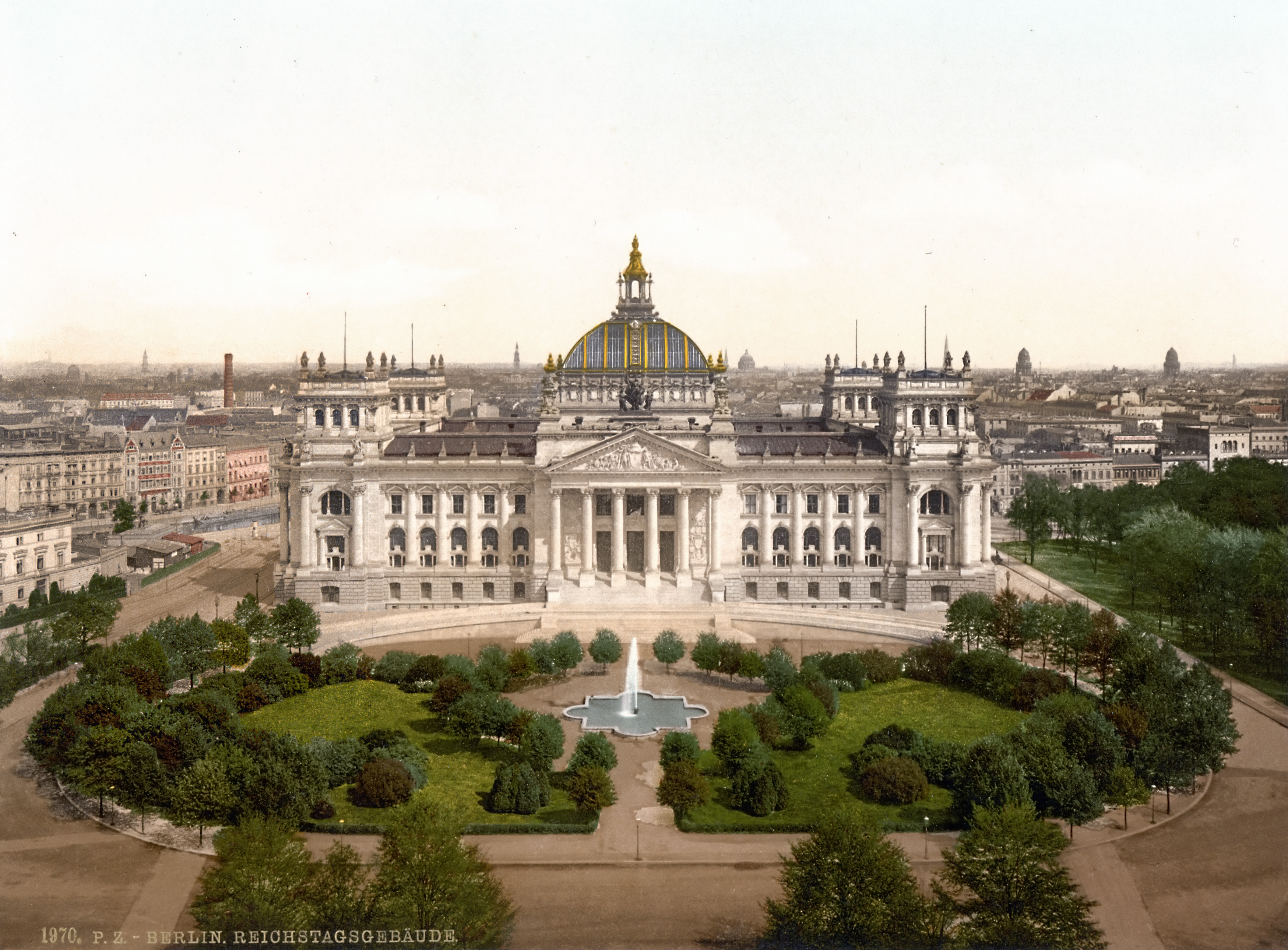
1900년 경 제국의회

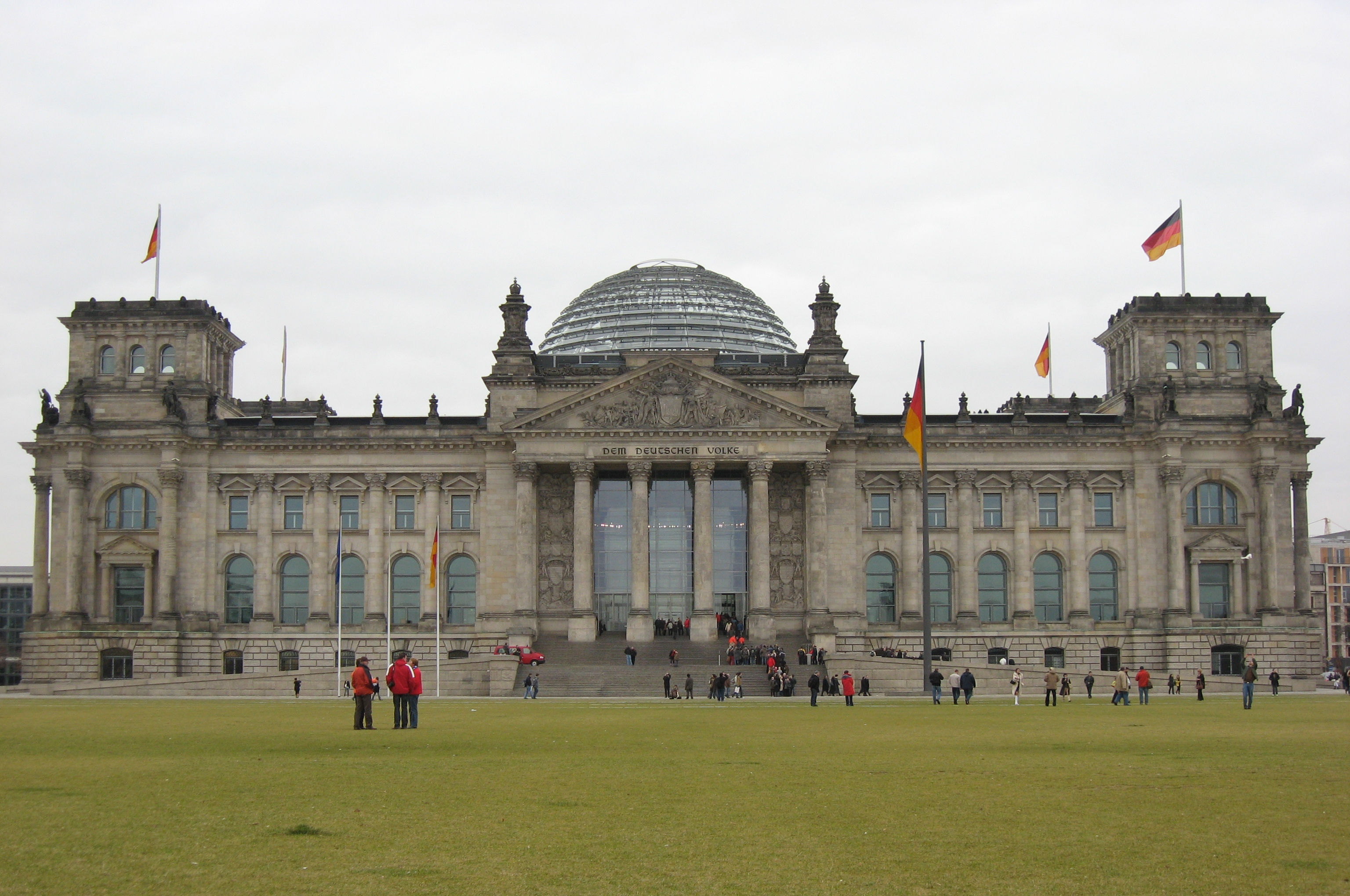
2008년 제국의회건물

1871년 제국건설과 더불어 독일 의회는 사라졌다. 보통, 자유, 평등, 비밀 선거로 선출돼 그 해 만들어진 제국의회는 정부구성에 아무런 영향을 미치지 못했다. 그리고 이 선거는 남성만 투표권과 피선거권을 가졌다. 이 의회의 전신은 역시 보통, 자유, 평등, 비밀 선거로 선출된 북독일연방 제국의회다(1867년부터). 제국헌법의 민주화는 1차대전 군사적 패배 이후 1918년 10월 28일 의회제 군주제를 만든 헌법개정에 의해 이루어졌다.
1919년 바이마르 국민회의는 1918년 11월 혁명이후 최초의 민주 공화제 헌법을 만들었다. 바이마르 헌법의 발효이후 1920년 선거에서 선출된 제국의회가 그 역할을 이어받을 때까지 의회의 역할을 했다. 제국 선거법은 다수대표제가 비례대표제로 바뀌고, 여성 선거권이 도입된 것 외에 대부분 유지됐다.
1933년 전권위임법의 채택으로 제국의회의 민주주의 시대는 끝났다. 의회제도는 유지 됐지만 입법과 정부견제기관으로서 역할은 상실하게 됐다.
2차대전 말 무조건 항복에 따라 독일인 주권을 행사하지 못하는 무 의회시대가 시작됐다. 동서갈등이 진전됨에 따라 서방 연합군은 단일 서 독일 국가를 만드는 것이 필요했다. 1948년 9월 1일 서독 (임시)헌법을 제정하는 것이 목적인 자문의회가 본에서 활동을 시작했다. 서방점령지와 소련점령지간의 재통합의 희망은 무너졌다. 1949년 5월 23일 기본법이 발표되고, 다음날 발효됐다. 동독지역은 10월 7일 독일 민주 공화국이 됐다.
국민의회 기관인 후에 "연방의회"으로 명칭을 변경한 자문의회가 연방참의원에 비해 강력한 권한을 가지는 것에 거의 논쟁이 없었다. 연방의회가 오늘날 실제로 가지고 있는 권리와 의무에 대한 논의에서도 거의 의견일치를 봤다.
통일 후 1991년 제정된 수도이전 의결에 따라 1999년 본에서 베를린의 제국의회 건물로 이전했다.

### 제1대 연방의회(1949-1953)
제1대 연방의회 선거는 1949년 8월 14일 실시됐으며, 1949년 9월 7일 본에서 첫 회의를 개최했다. 연방의회보다 연방참의원이 먼저 개회했다. 두 입법기관은 이로써 완성되었다. 첫 회의에서 최고령 의원이었던 파울 뢰베 임시의장을 맡아 에리히 쾰러를 1대 연방의회의장으로 선출했다. 9월 12일 테오도어 호이스를 연방회의에서 대통령으로 선출하고, 3일 후 연장하원에서 콘라트 아데나워를 초대 총리로 선출했다. 1950년 쾰러가 소속 교섭단체의 지지를 상실함에 따라 2대 하원의장으로 헤르만 엘러스를 새로 선출했다.
제1대 연방의회는 전쟁후 처리와 추방을 적절한 틀 속에서 합법적 수단을 통해 이뤄야하는 어려운 과제를 수행해야 했다. 또한 경제성장과 사회기반시설의 재건을 위한 법적 환경을 만들어야 했다. 전후 배상에 관한 법이나, 유럽 석탄 철광석 공동체에 관한 국제협약의 비준 등이 매우 중요한 법이었다. 그외에 경영조직법과 주택건설법, 경제기적에 한 몫을 한 독점법등도 주요한 법이었다. 연방정부가 이스라엘과 맺은 전후보상협정도 연방의회의 인준을 필요로 했다. 1949년 11월에 이미 사회민주당 교섭단체 대표인 쿠르트 슈마허가 아데나워를 "연합국의 총리"라 지칭한 후, 슈마허가 연방의회에 일시적 출석이 금지되면서 소동이 발생했다.

### 제2대 연방의회(1953-1957)
제2대 연방의회 선거는 1953년 9월 6일 실시됐다. 개원 회의에서는 마리 엘리자베스 뤼던가 임시의장을 맡아 해르만 엘러스를 하원의장으로 선출했다. 그리고 하원은 아데나워를 총리로 재선출했다. 1954년 테오도어 호이스를 거의 논쟁없이 연방대통령으로 재선출했다. 1954년 하원의장 엘러스의 급서이후 그 후계자로 오이겐 게르스텐마이어를 선출했다. 이 선거는 독일 연방의회 역사상 유일하게 같은 교섭단체 소속의원이 경쟁한 선거였다. 기민/기독교사회연합의 "공식"후보인 게르스텐마이어는 연정소속 의원들에게 너무 친교회적이었다. 그래서 자유민주당 의원 한스 라이프의 추천으로 에른스트 렘머가 대안 후보로 입후보 했다. 선거결과 게르스텐마이어가 3차까지 가는 투표끝에 14표차로 겨우 당선됐다.
제2대 연방의회는 국가제도의 공고화를 위해 많은 노력을 했다. 이 기간동안 연금개혁과 로마 조약, 유럽방위공동체에 대한 비준이 있었다. 1955년에서야 비로서 독일이 대부분의 주권을 회복함에 따라 외교정책을 수행할 수 있게 되었고, 이 또한 연방의회의 임무과 되었다. 나토가입과 더불어 재무장과 연방방위군 창설이 이뤄집에 따라 이 분야에 대한 입법이 필요했다. 여기에 기본법에 무장권리를 도입되는 것도 포함되며, 사회민주당의 반대속에 통과되었다.

### 제3대 연방의회 (1957-1961)
3대 연방의회 선거는 1957년 9월 15일 실시됐다. 개원회의에서 마리 엘리베스 뤼더스에서 임시의장을 맡아 오이겐 게르스텐마이어를 하원의장으로 아데나워를 연방총리로 각각 재선출했다. 1959년 연방대통령선거에서 하인리히 뤼브케를 2대 연방대통령으로 선출했다. 사회민주당은 1959년 계급정당에서 사민주의 국민정당으로 변화를 선언한 고데스베르크 강령을 채택했다. 1960년 사회민주당 의원 헤베르트 베너는 사회민주당이 친서방 노선과 서유럽 조약체제에 가입할 것을 선언했다. 1961년 선거운동 와중에 베를린 장벽이 세워졌다.

### 제4대 연방의회(1961-1965)

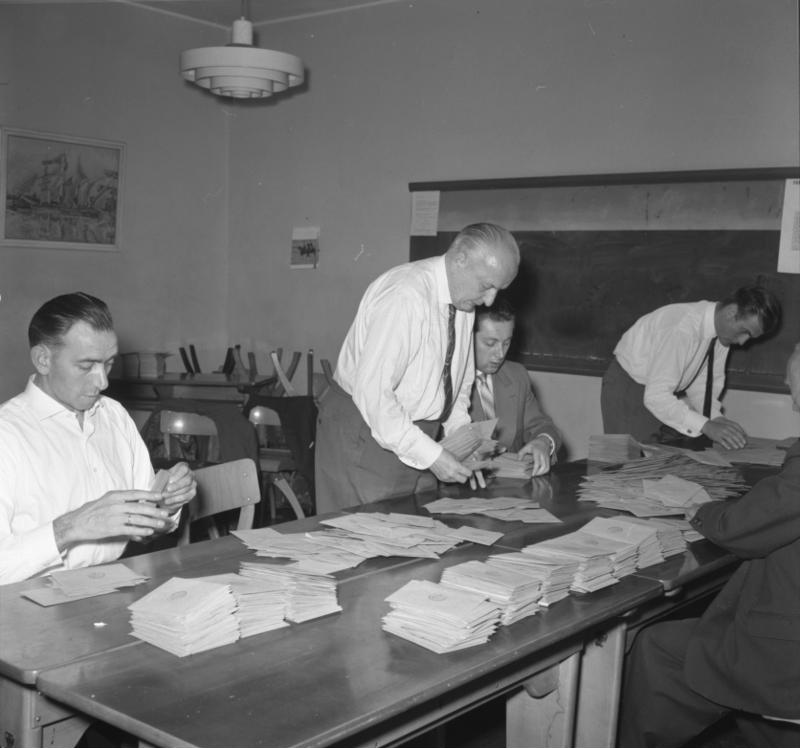
1961년 선거 개표

1961년 9월 17일 선거로 선출된 4대 연방의회는 개원회에서 로베르크 페르트멩게스가 임시의장을 맡아 오이겐 게르스텐마이어 연방의회의장으로, 아데나워를 연방총리로 선출했다. 1963년 아데나워 사임이후 루드비히 에어하르트가 연방총리로 선출됐다. 1964년 연방대통령 선거에서는 사회민주당의 지지로 하인리히 뤼브케를 재선출했다.
4대 연방의회의 주요 입법은 다음과 같다. 1963년 아데나워의 주도로 독불친선조약이 체결되어고, 연방의회에서 비준됐다. 사회민주당과 자유민주당, 그리고 일부 기민/기독교사회연합 의원들은 서문에 나온 내용이 다른 서방국가에 대한 의무를 나타내는 것이라는 우려를 표했다. 1962년 슈피겔 스켄들은 아데나워 시대의 종말을 가져왔다. 아데나워와 국방부장관 프란츠 요세프 슈트라우스는 비판적인 잡지에 보복행위를 했고, 이 일로 슈트라우스 사임하게 됐고, 아데나워도 타격을 받았다. 스켈들 과정에 모든 자유민주당 장관이 사임했다. 1963년 아데나워가 사임하고 나서 자유민주당 장관들은 연정에 다시 복귀했다.
에어하르트 총리수행 방식은 아데나워에 비해 유연한 편이어서, 내각내에서 많은 토론이 이뤄졌다. 중요한 토론은 나치 시대에 있었던 살인의 공소시효에 관한 논쟁이었다. 이 논쟁에서 사실상의 공소시효의 연장을 주장한 측이 승리했다. 동독과 긴장완화 정책도 4대 연방의회의 중요한 논쟁거리였다

### 제5대 연방의회(1965-1969)
1965년 9월 19일 선거로 임기를 시작한 5대 연방의회는 루트비히 에르하르트 연방총리와 대연정의 쿠르트 게오르크 키징거의 대연정을 특징으로 한다. 개원회의에서는 콘라트 아데나워가 임시의장을 맡아 오이겐 게르스텐마이어를 연방의회의장으로 선출했다. 1966년 에어하르트의 사임이후 키싱거를 3대 연방총리로 선출했다. 처음으로 사회민주당의 빌리 브란트가 부총리를 맡아 연방정부에 참여했다. 1969년 구스타프 하이네만을 연방대통령으로 선출하면서 1969년의 사회자유연정의 전조가 나타났었다.

### 제6대 연방의회(1969-1972)
1969년 9월 28일 선출된 6대 연방의회는 처음으로 건설적 불신임안과 연방총리 신임안이 제출되고, 연방의회가 해산된 첫 의회다. 이미 임기가 시작할 때무터 큰 변화가 있었다. 사회민주당과 자유민주당은 처음으로 연정을 구성했고, 기독교민주연합은 처음으로 야당이 되었다. 임시의장 빌리암 보름의 사회로 카이 우베 폰 하셀을 연방의회 의장으로 선출했다. 그 후 빌리 브란트를 사회민주당 최초의 연방총리로 선출했다.

### 제7대 연방의회(1972-1976)
1972년 11월 19일 선출된 7대 연방의회는 개원회의에서 임시의장 루트비히 에르하르트의 사회로 안네마리 렝거를 최초의 여성 이자 사회민주당 하원의장으로 선출했다. 빌리 브란트는 연방총리로 재선되었다. 1974년 스파이사건으로 브란트가 불러남에 따라, 헬무트 슈미트를 연방총리로 선출했다. 그리고 몇 주후 발터 셸을 연방회의에서 연방대통령으로 선출했다.

### 제8대 연방의회(1976-1980)
1976년 10월 3일 선출된 8대 연방의회는 임시의장 루트비히 에르하르트의 사회로 카를 카르스텐스를 하원의장으로 선출했다. 1979년 카르스텐스가 연방대통령으로 선출됨에 따라, 리카르트 슈튀클렌을 후임의장으로 선출했다.

### 제9대 연방의회(1980-1983)
1980년 10월 5일 선출된 9대 연방의회는 두 번의 신임투표와 1번의 건설적 불신임 투표를 거친후 1983년 해산했다. 개원회의에서 임시의장 헤르베르트 베너의 사회로 리하르트 슈튀켈른을 하원의정으로 재선출했다. 1982년 신임투표에서 헬무트 슈미트는 재신임을 받는에 성공한다. 그렇지만 1982년 10월 우니온과 자유민주당의 건설적 불신임 투표로 헬무트 콜에게 연방총리직을 넘겨준다. 1982년 12월 신임안이 의회에 제출되고, 연방대통령 카르스텐스는 심도 깊은 헌법적 고려 끝에 하원의 해산을 결정한다.

### 제10대 연방의회(1983-1987)

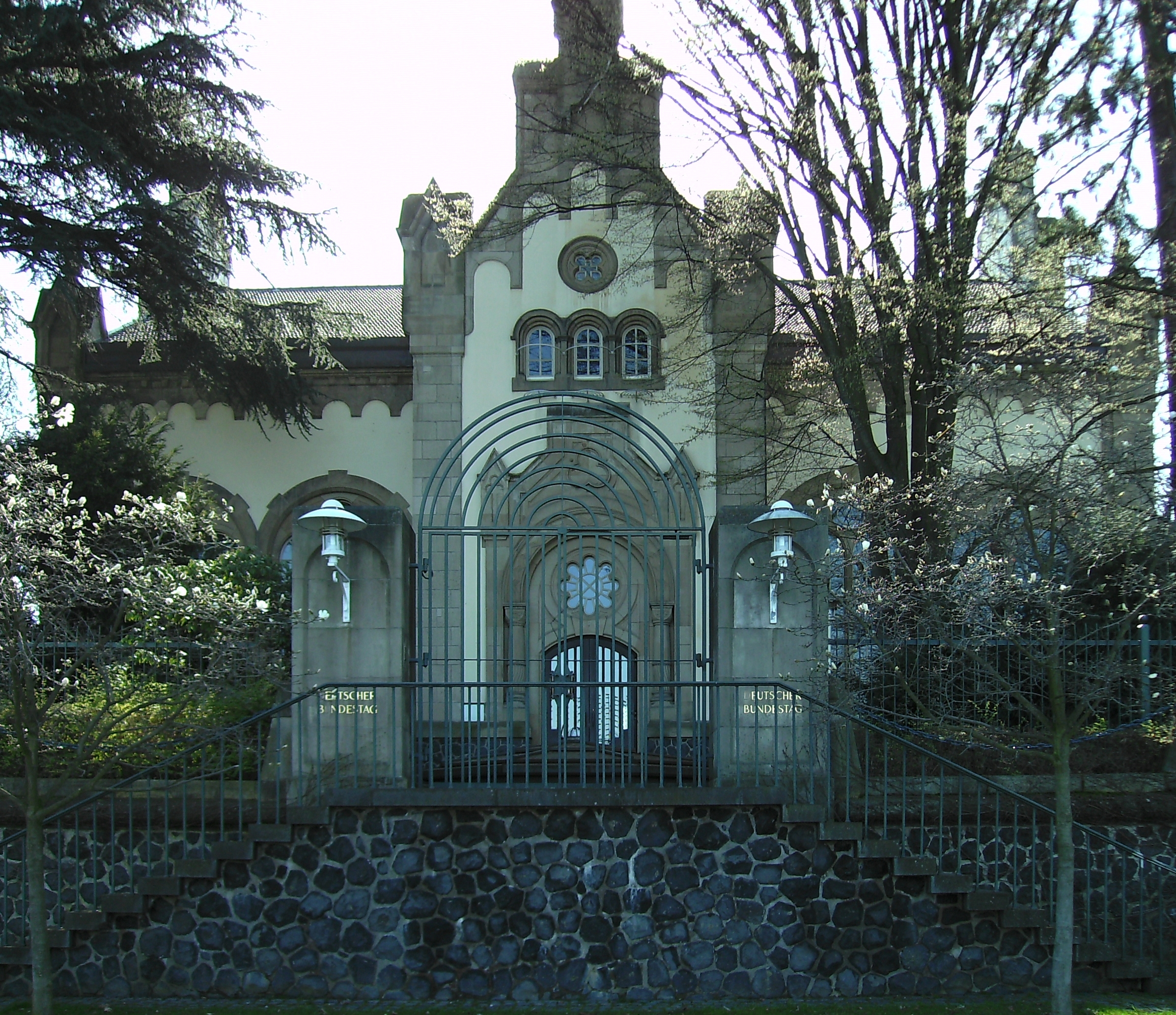
Wasserwerk: 연방의회 본회의장 (1986–1992)

1983년 3월 6일 선출된 10대 연방의회는 임시의장 빌리 브란트의 사회로 라이너 바르젤을 하원의장으로 선출했다. 이후 헬무트 콜을 총리로 선출했다. 10대 연방의회에는 수십년 만에 새로운 정치세력인 녹색당이 진출했다. 1984년 대통령선거에서 리하르트 폰 바이츠제커를 6대 연방대통령으로 선출했다. 플릭 스켄들로 불린 정치자금 스켄들로 바르젤이 물러나면서 필립 예닝거가 하원의장을 이어 받았다.

### 제11대 연방의회(1987-1990)
1987년 1월 25일 선거후 11대 연방의회는 개원한다. 이 회의에서 빌리 브란트가 임시의장을 맡아, 필립 옌닝거를 하원의장으로 선출한다. 이후 헬무트 콜을 수상으로 재선출한다. 라이히크리스탈나흐트 50주년 행사 연설을 하면서 범죄행위자들의 동기를 부정확하게 말하는 사건으로 하원의장이 사임함에 따라 후임자로 리타 쥐스무트를 선출했다. 1989년에는 리하르트 폰 바이츠제커 연방대통령 선출 했다.

### 제12대 연방의회(1990-1994)

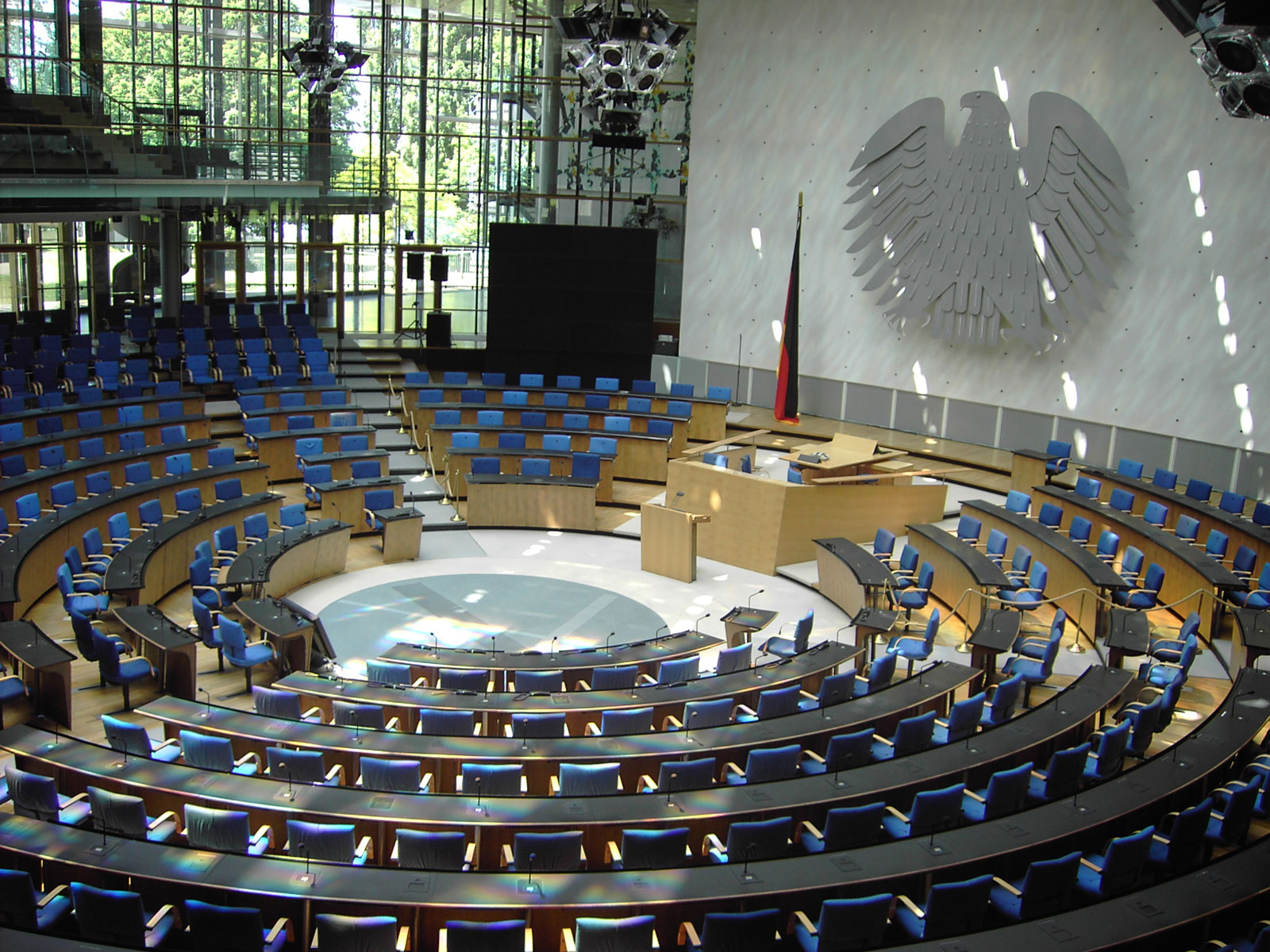
독일 연방의회 본회의장 (1992-1999)

1990년 12월 2일 선거후 1990년 12월 20일 전체 독일에서 자유선거로 선출된 의획 1932년 이래 처음으로 활동을 시작했다. 민사당은 교섭단체는 구성하지 못했지만 새로운 정치세력으로 연방의회에 진출했다. 임시의장은 빌리 브란트가 맡아, 리타 쥐스무트를 연방의회의장으로 선출했다. 1주일 후 헬무트 콜을 연방총리로 재선출했다.1994년 연방대통령 선거에서는 로만 헤르초크가 7대 대통령으로 당선됐다. 1992년 새로 건설한 본 소재 연방의회 건물에서 첫 회의를 가졌다.
새 의회의 중심과제는 갑작스럽게 이뤄진 독일 통일로 인해 생긴 어려운 과제를 해결하는 것이었다. 동독의 경제는 붕괴됐고, 재건이 필요했다. 국영기업 처리는 신탁청에 맡겨졌다. 동독지역 경제 개선을 위해 서독이 수억 마르크가 드는 연대세를 도입해야 했다. 기본법에 대한 대폭적 개정없이 일부 개정을 통해 통일 독일의 헌법으로 채택됐다. 동서독의 차이로 낙태문제가 논쟁거리가 되기도 했다.
연방의회는 근소한 표차로1999년까지 연방주요기관을 본에서 베를린으로 옮기기로 결정한다. 망명오남용 제한문제도 중요한 국내문제 논쟁거리였다. 연방정부와 야당의 망명문제 타협으로 기본법 개정이 있었다. 1956년 이래 처음으로 세대간 정의문제(인구, 연금체제)가 다루어졌다. 그리고 전국민적으로 요양보험이 도입되었다. 법적으로 중요한 변화는 성적 자기결정권의 보호가 개선되었다.
독일 통일을 위해 대외정책에 많은 변화가 있었다. 1991년 2+4 조약 비준이후 유럽연합 건설을 위한 마스트리히트 조약의 비준이 있었다. 그외에 연방 헌법재판소는 연방방위군이 나토지역외 지역에 파병할 경우 연방의회가 동의해야 한다는 점을 확인했다. 1994년 2월 25일 예술가 크리스토와 쟝클라우드가 제국의회 건물을 천으로 덮는 문제로 격렬한 논쟁이 있었다. 천으로 덮은 퍼포먼스는 1995년 5월 실시됐다.

### 제13대 연방의회(1994-1998)
13대 연방의회 선거는 1994년 10월 16일 실시됐으며, 1994년 11월 10일 개원해 임시의장 스테판 헤임의 사회로 리타 쥐스무트를 의장으로 재선출했다. 헬무트 콜을 총리로 재선출했다.
통일후 두 번째 의회인 13대 연방의회는 동독지역 재건문제를 다뤄야 했다. 당시는 지구화가 심화되던 때였다. 연방의회는 표결에서 연방정부와 더불어 생산입지로서 독일의 경쟁력을 유지강화하는 한편, 복지국가도 가능한 한 유지하도록 노력했다. 중요한 변화는 1997년 연금법을 야당의 반대속에 개정한 것이다. 대외정책적으로 중요한 결정은 암스테르담 조약과 유로화 도입을 비준한 것이다.

### 제14대 연방의회(1998-2002)

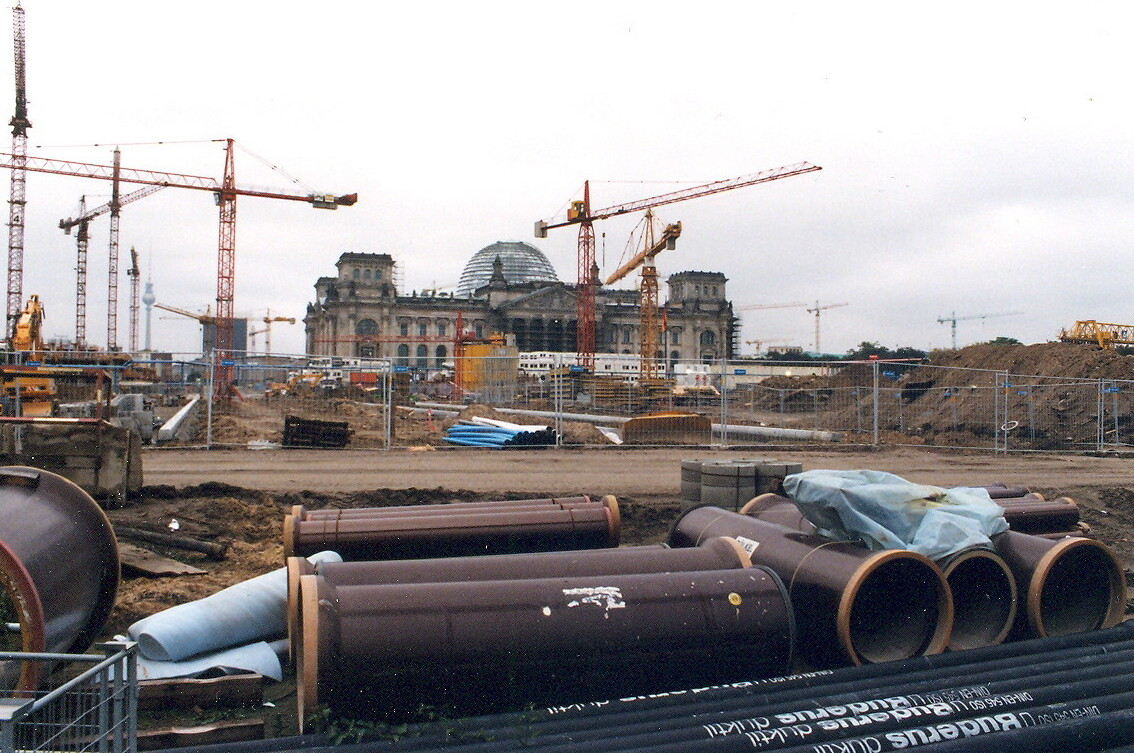
제국의회 공사현장 1999

1998년 9월 27일 선거에서 연방의회는 많은 변화가 일어났다. 임시의장 프레드 겝하르트의 사회로 개원회의에서 26년 만에 사회민주당 출신인 볼프강 티어제를 하원의장으로 선출했다. 게하르트 슈뢰더를 7번째 연방총리로 선출했으며, 1999년 연방의회를 베를린 제국의회 건물로 이전했다. 새로 건설한 하원건물은 주요 하원의원 이름(야콥 카이저, 파울 뢰브, 마리에 엘리자베스 뤼더스)을 건물이름으로 사용하기 시작했다. 같은해 오하네스 라우를 8대 대통령으로 재선출했다. 2001년에는 연방총리가 신임안을 제출하기도 했다.
적녹연정의 핵심 정책은 생태적 세제개혁과 원자력발전 중단, 이전 정부의 복지정책적 삭감의 회복, 이주법 개정이었다. 앞은 세가지 정책은 실현됐지만, 이주법 개정은 우니온이 다수를 장악하고 있던 연방참의원의 반대로 무산됐다. 주요 대외정책은 1999년 코소보 전쟁참여와 2001년 슈뢰더가 신임과 연계시킨 아프카니스탄 파병이 그것이었다. 2002년 이라크 전쟁당시 연방정부는 미국의 침공에 반대입장을 취했다. 다음 선거직전에 내려진 전쟁반대 결정은 100여년 만에 발생한 대홍수시 보여준 위기관리능력과 더불어 선거승리에 있어서 중요한 역할을 했다.

### 제15대 연방의회(2002-2005)
2002년 9월 22일 실시된 선거에서 사회민주당과 녹색당은 근소한 차로 승리했다. 오토 쉴리이 임시의장을 맡아 폴프강 티어제를 하원의장으로 게하르트 슈뢰더를 연방총리로 재선출했다. 2004년에는 호르스트 쾰러를 연방대통령으로 선출했다.
연방총리 슈뢰더는 재선이후 개혁프로그램을 시작한다. 2003년 복지체제의 축소를 담고 있는 아젠다 2010제출했다. 국가기관의 개혁을 하는 내용의 하르츠 IV와 같은 법률을 노동조합의 반발에도 불구하고 연방의회에서 통과시켰다. 이민법도 연방참의원과 협상을 거쳐 통과시켰다. 국내정책 개혁을 개속하는 한편, 극우주의에 대한 싸움을 이어갔다. 그 일환으로 독일민족주의당(NPD)대한 금지 요청도 이루어졌다. 대외정책적 측면에서는 유럽연합 헌법 비준이 이루어졌다. 사회민주당이 2005년 노르트라인베스트팔렌주 주의회 선거 패배이후 슈뢰더는 신임안을 제기했다가 재신임을 받는데 실패한다. 결국 연방대통령 쾰러는 연방의회를 해산한다.

### 제16대 연방의회(2005-2009)
2005년 9월 18일 실시된 선거에서 우니온과 자유민주당 연합과, 사회민주당과 녹색당 연합 모두 과반수를 획득하는데 실패한다. 좌파당의 성장으로 흑황연정과 적녹연정이 불가능한 상태가 됐다. 오토 쉴리를 임시의장으로 기독교민주연합의 로베르트 람머르트를 연방의회의장으로 선출한다. 한달간의 연정 협상끝에 앙겔라 메르켈을 연방총리로하는 대연정이 구성됐다. 대연정의 주요과제는 연방제의 개혁이었다. 연방제개혁 I (2006)에서는 입법관할과 입법시 연방참의원의 동의가 필요한 법에 대한 개혁이 있었다. 연방제 개혁 II (2009)에서는 연방과 연방주간의 재정관계를 개혁하고, 재정적자의 한계를 정하는 내용을 헌법에 추가했다.
2007년 재정위기 극복도 16대 연방의회의 주요과제였다. 이로 인해 경기부양책에 제시되었고, 독일 건국이래 최대 신규 재정적자를 기록했다. 대연정은 건강보험개혁을 단행했고, 환경보호 수단을 강화했다. 탈세방지도 주요 과제였다. 법죄와의 전쟁을 위한 법률은 기본권을 제약한다는 이유로 야당과 집권당 일부의 비판을 직면해야 했다.

### 제17대 연방의회(2009-2013)
2009년 9월 27일 실시된 선거에서 우니온과 자유민주당 연합이 다수를 차지했으며, 10월 27일 개원했다. 임시의장 하인츠 리젠후버의 사회로 노베르트 람머르트를 연방의회의장으로 재선출했다. 그리고 연방총리로 앙겔라 메르켈을 재선출했다.

### 제18대 연방의회(2013-)
2009년 9월 22일 실시된 선거에서 우니온이 과반수에 근접하였다. 자유민주당은 한석도 얻지 못했다. 원내정당은 우니온, 사회민주당, 녹색당, 좌파당이다. 사회민주당과 녹색당은 좌파당과의 연정인 적-녹-적 연정을 꺼리는 상황이다. 그래서 우니온이 사회민주당과 연정을 구성하는 대연정이나 녹색당과 연정을 구성하는 것이 유력하다. 10월 27일 개원한다.

### 연방의회 교섭단체
우니온(공동교섭단체), 사회민주당, 자유당은 1대 연방의회부터 교섭단체를 구성하고 있다.
독일당은 1949년에서 1961년까지 연방의회에서 활동했으며, 1953년부터 지역구 당선으로 의석을 배정받을 수 있었다. 1957년에는 기독교민주연합이 협의에 의해 특정지역구에 후보를 내지 않아, 독일당 후보의 당선을 도왔다.
제1대 연방의회(1949-1953)에 바이에른당과 중앙당, 재건당, 독일제국당, 남슐레스비히 유권자단체, 독일공산당이 하원에 의석을 가지고 있었으나 교섭단체를 구성하지 못 했다. 그외 무소속 의원이 3명 있었다. 당시 여러 정당이 의석을 확보할 수 있었던 것은 당시 선거법상 1개 주에서만 5%이상 득표하면 의석을 배정받았기 때문이다. 이 규정은 1953년부터 폐지되었다. 제2대 연방의회(1953-1957)에는 주요 3당 외에 독일당과 전독일동맹/전후이주자협회가 교섭단체가 구성해 활동했다. 그외 3인 중앙당 지역구 의원도 원내에서 활동했다. 제3대 연방의회(1957-1961)에는 우니온과 사회민주당, 자유민주당, 독일당 의석을 확보했다. 1961년부터 1983년까지는 우니온과 사회민주당, 자유민주당만 연방의회에 의석을 가지고 있었다.
1983년부터 녹색당은 정기적으로 연방의회에서 교섭단체를 구성해 활동하고 있다.(독일 통일후 독동지역의 동맹90만 원내진출에했던 시기(1990-1998)는 예외) 마지막으로 1990년 통일사회당의 후신인 민사당이 원내진출에 성공했다. 1990년에서 1998년까지는 그룹을 구성했고, 1998년부터 2002년까지는 교섭단체를 구성했다. 2002년에서 2005년까지는 2인의 지역구의원을 당선시켰다. 16대 연방의회(2005–2009)에서는 선거대안사회정의와의 공동명부로 다시 교섭단체를 구성했다.(이후 2007년 좌파당으로 통합)

### 역대 정당별 의석 분포
| 연방의회 | 임기      | 정원 | 우니온 | 사회민주당 | 자유민주당 | 녹색당1 | 좌파당2 | 대안 | 기타 |
| -------- | --------- | ---- | ------ | ---------- | ---------- | ------- | ------- | ---- | ---- |
| 1대      | 1949–1953 | 402  | 139    | 131        | 52         | 빈칸    | 빈칸    | 빈칸 | 80   |
| 2대      | 1953–1957 | 487  | 243    | 151        | 48         | 빈칸    | 빈칸    | 빈칸 | 45   |
| 3대      | 1957–1961 | 497  | 270    | 169        | 41         | 빈칸    | 빈칸    | 빈칸 | 17   |
| 4대      | 1961–1965 | 499  | 242    | 190        | 67         | 빈칸    | 빈칸    | 빈칸 | 빈칸 |
| 5대      | 1965–1969 | 496  | 245    | 202        | 49         | 빈칸    | 빈칸    | 빈칸 | 빈칸 |
| 6대      | 1969–1972 | 496  | 242    | 224        | 30         | 빈칸    | 빈칸    | 빈칸 | 빈칸 |
| 7대      | 1972–1976 | 496  | 225    | 230        | 41         | 빈칸    | 빈칸    | 빈칸 | 빈칸 |
| 8대      | 1976–1980 | 496  | 243    | 214        | 39         | 빈칸    | 빈칸    | 빈칸 | 빈칸 |
| 9대      | 1980–1983 | 497  | 226    | 218        | 53         | 빈칸    | 빈칸    | 빈칸 | 빈칸 |
| 10대     | 1983–1987 | 498  | 244    | 193        | 34         | 27      | 빈칸    | 빈칸 | 빈칸 |
| 11대     | 1987–1990 | 497  | 223    | 186        | 46         | 42      | 빈칸    | 빈칸 | 빈칸 |
| 12대     | 1990–1994 | 662  | 319    | 239        | 79         | 8       | 17      | 빈칸 | 빈칸 |
| 13대     | 1994–1998 | 672  | 294    | 252        | 47         | 49      | 30      | 빈칸 | 빈칸 |
| 14대     | 1998–2002 | 669  | 245    | 298        | 43         | 47      | 36      | 빈칸 | 빈칸 |
| 15대     | 2002–2005 | 603  | 248    | 251        | 47         | 55      | 2       | 빈칸 | 빈칸 |
| 16대     | 2005–2009 | 614  | 226    | 222        | 61         | 51      | 54      | 빈칸 | 빈칸 |
| 17대     | 2009-2013 | 622  | 239    | 146        | 93         | 68      | 76      | 빈칸 | 빈칸 |
| 18대     | 2013-2017 | 630  | 310    | 193        | 빈칸       | 63      | 64      | 빈칸 | 빈칸 |
| 19대     | 2017-2021 | 709  | 246    | 153        | 80         | 67      | 69      | 94   | 빈칸 |
| 20대     | 2021-     | 735  | 197    | 206        | 83         | 118     | 39      | 83   | 1    |

1 1983-1990년 녹색당, 1990-1994년 동맹 90, 1994년- 동맹 90/녹색당 

2 1990-2005년 민주사회당, 2005년-2007년 좌파당.PDS, 2007년- 좌파당